# Arnold Sommerfeld
Arnold Sommerfeld   (Königsberg, 5 de desembre de 1868 - Múnic, 26 d'abril de 1951) va ser un físic teòric alemany pioner en la física atòmica i quàntica. Va ser nomenat 81 vegades candidat al premi Nobel i va ser director de tesi doctoral de més guanyadors del premi Nobel que qualsevol altre director anterior o posterior. Entre altres contribucions, en particular destaquen la introducció del segon nombre quàntic (nombre quàntic azimutal) i el quart (nombre quàntic d'espín). També va introduir la constant d'estructura fina el 1919 i és pioner de la teoria d'ones de rajos X.

## Primers anys i educació
Sommerfeld va néixer el 1868 en una família amb profundes arrels ancestrals a Prússia. La seva mare Cäcilie Matthias (1839–1902) era filla d'un constructor de Potsdam. El seu pare Franz Sommerfeld (1820–1906) era un metge d'una família destacada a Königsberg, on l'avi d'Arnold s'havia reassentat de l’interior el 1822 per a una carrera com a secretari postal de la cort al servei del Regne de Prússia. Sommerfeld va ser batejat cristià a l'Església Evangèlica Protestant Prusiana de la seva família, i encara que no era religiós, mai renunciaria a la seva fe cristiana.

## Königsberg
Sommerfeld va estudiar matemàtiques i ciències físiques des de 1887 a la universitat de Königsberg, la seva ciutat natal situada a Prússia Oriental (avui Kaliningrad, territori de Rússia). El seu director de tesi doctoral va ser el matemàtic Ferdinand von Lindemann encara que també es va beneficiar de classes amb els matemàtics Adolf Hurwitz i David Hilbert, i amb el físic Emil Wiechert. Després de rebre el doctorat el 1891, Sommerfeld va romandre a Königsberg per tal d'aconseguir el diploma que l'acredités com a professor. Va aprovar l'examen nacional el 1892 i, tot seguit, va complir un any de servei militar obligatori fins al setembre de 1893. Amb el seu bigoti aixecat, la seva complexió física, el seu port prussià i la cicatriu d'esgrima a la cara, va donar la impressió de ser un coronel dels hússars.

## Göttingen
A l'octubre del 1893 es va canviar a la universitat de Göttingen la qual era el centre neuràlgic de les matemàtiques a Alemanya. Allà es va convertir en assistent de Theodor Liebisch a l'Institut de Mineralogia a través d'un contacte personal - Liebisch havia estat professor a la universitat de Königsberg i amic de la família Sommerfeld. Al setembre de 1894, Sommerfeld va passar a ser assistent de Felix Klein, etapa que li va permetre aconseguir plaça de professor adjunt (sense salari). Entre les seves conferències destaquen les referides a equacions diferencials parcials, continguts que van passar a formar part del llibre Lectures on Theoretical Physics que posteriorment editaria. La col·laboració amb Klein el va inclinar cap a l'estudi de les matemàtiques aplicades; fruit d'aquesta col·laboració van ser els primers quatre volums de Über die Theorie des Kreisels (1903-1910), que reflecteix el canvi d'actitud envers la mecànica que va experimentar Sommerfeld durant el llarg període d'escriptura del tractat.
Durant la seva estada a Göttingen Sommerfeld va rebre la càtedra el 1896 i va conèixer a Johanna Höpfner, filla d'Ernst Höpfner (representant del govern a la universitat). A l'octubre de 1897, Sommerfeld comença a exercir com a professor de l'escola de mines de Clausthal (actualment Universitat Tecnològica de Clausthal com a successor de Wilhelm Wien. Aquesta plaça li proporciona ingressos suficients per casar-se amb Johanna Höpfner. A petició de Klein, Sommerfeld es va fer càrrec de l'edició d'un cinquè volum de Encyklopädie der mathematischen Wissenschaften que el va mantenir ocupat del 1898 fins al 1926.

## Aquisgrà
El 1900 va obtenir plaça de professor d'enginyeria tècnica sota la càtedra de mecànica aplicada a la universitat tècnica reial d'Aquisgrà on va desenvolupar la teoria hidrodinàmica. Més tard, a la universitat de Múnic, els estudiants de Sommerfeld Ludwig Hopf i Werner Heisenberg escriuran les seves tesis doctorals sobre aquest tema.

## Múnic
Fins a finals del segle xix i principis del segle xx, la física experimental a Alemanya es considerava que tenia un estatus més alt dins de la comunitat. A principis del segle xx, teòrics com Sommerfeld a Munic i Max Born a la Universitat de Göttingen, amb la seva formació primerenca en matemàtiques, van capgirar això de manera que la física matemàtica, és a dir, la física teòrica, es va convertir en el principal motor, i la física experimental es va utilitzar per verificar o fer avançar la teoria. Després d'obtenir els seus doctorats amb Sommerfeld, Wolfgang Pauli, Werner Heisenberg i Walter Heitler van esdevenir ajudants de Born i van fer contribucions significatives al desenvolupament de la mecànica quàntica, que en aquell moment estava en un desenvolupament molt ràpid. Allà entrà en contacte amb la teoria de la relativitat d'Albert Einstein, que encara no estava acceptada per la comunitat. Les seves contribucions matemàtiques a la teoria van ajudar que els científics més escèptics l'acceptessin. Posteriorment es va convertir en un dels fundadors de la mecànica quàntica, i molts dels seus deixebles es van fer famosos - els més importants Werner Heisenberg i Wolfgang Pauli.
El 1906 va ser professor de física de la universitat de Múnic. Va ser seleccionat per a aquests càrrecs per Wilhelm Röntgen, director de l'Institut de Física de Munic, que Sommerfeld considerava com una opció que ocupava una esfera d'acció privilegiada.
Durant els seus 32 anys de docència a Múnic, Sommerfeld va impartir cursos generals i especialitzats, a més d'impartir seminaris i col·loquis. Els cursos generals eren sobre mecànica, mecànica de cossos deformables, electrodinàmica, òptica, termodinàmica i mecànica estadística, i equacions diferencials parcials en física. Es feien quatre hores per setmana, 13 setmanes a l'hivern i 11 setmanes a l'estiu, i eren per a estudiants que havien fet cursos de física experimental de Röntgen i més tard de Wilhelm Wien. També hi havia una presentació setmanal de dues hores per a la discussió de problemes. Els cursos especialitzats eren d'interès actual i es basaven en els interessos de recerca de Sommerfeld; material d'aquests cursos va aparèixer més tard a les publicacions de literatura científica de Sommerfeld. L'objectiu d'aquestes conferències especials era abordar problemes actuals de la física teòrica i que Sommerfeld i els estudiants obtinguessin una comprensió sistemàtica del tema, independentment de si aconseguien o no resoldre el problema plantejat pel tema actual. Per als períodes de seminari i col·loqui, es van assignar treballs de la literatura actual als estudiants i després van preparar una presentació oral. De 1942 a 1951, Sommerfeld va treballar en l'ordenació de les notes de les seves conferències per a la seva publicació. Van ser publicades com a Lectures on Theoretical Physics en sis volums.
Per obtenir una llista d'estudiants, consulteu la llista organitzada per tipus. Quatre dels estudiants de doctorat de Sommerfeld, Werner Heisenberg, Wolfgang Pauli, Peter Debye i Hans Bethe, van guanyar premis Nobel, mentre que d'altres, sobretot, Walter Heitler, Rudolf Peierls, Karl Bechert, Hermann Brück, Paul Peter Ewalenberg, Fröhlich, Erwin Fues, Ernst Guillemin, Helmut Hönl, Ludwig Hopf, Adolf Kratzer, Otto Laporte, Wilhelm Lenz, Karl Meissner, Rudolf Seeliger, Ernst Stückelberg, Heinrich Welker, Gregor Alfred Landé i Léon Welker es van fer famosos per dret propi. Tres dels supervisats postdoctorals de Sommerfeld, Linus Pauling, Isidor I. Rabi i Max von Laue, van guanyar premis Nobel, i deu més, William Allis, Edward Condon, Carl Eckart, Edwin C. Kemble, William V. Houston, Karl Herzfeld, Walther Kossel, Philip M. Morse,  Howard Robertson i Wojciech Rubinowicz, van arribar a ser famosos per mèrits propis. Walter Rogowski, un estudiant de grau de Sommerfeld a la RWTH Aachen, també es va fer famós per mèrits propis. Max Born creia que les habilitats de Sommerfeld incloïen el descobriment i desenvolupament de talents. Albert Einstein va dir a Sommerfeld: «El que admiro especialment de tu és que, per dir-ho d'alguna manera, has tret del sòl un nombre tan gran de joves talents». L'estil de Sommerfeld com a professor i director d'institut no el distanciava dels seus col·legues i estudiants. Va convidar-los a col·laborar, i les seves idees sovint van influir en els seus propis punts de vista en física. Els rebia a casa seva i es reunia amb ells en cafès abans i després de seminaris i col·loquis. Sommerfeld posseïa un refugi d'esquí alpí on sovint es convidava els estudiants per debatre sobre física tan exigent com l'esport.
Mentre era a Múnic, Sommerfeld va entrar en contacte amb la teoria especial de la relativitat d’Albert Einstein, que encara no era àmpliament acceptada. Les seves contribucions matemàtiques a la teoria van ajudar a la seva acceptació pels escèptics. El 1914 va treballar amb Léon Brillouin en la propagació d'ones electromagnètiques en medis dispersius. Va esdevenir un dels fundadors de la mecànica quàntica; algunes de les seves contribucions van incloure el codescobriment de les regles de quantificació de Sommerfeld-Wilson (1915), una generalització del model atòmic de Bohr, la introducció de la constant d'estructura fina de Sommerfeld (1916), el codescobriment amb Walther Kossel de la llei de desplaçament de Sommerfeld-Kossel (1919), i la publicació d'Atombau und Spektrallinien (1919), que es va convertir en la bíblia de la teoria atòmica per a la nova generació de físics que van desenvolupar la física atòmica i quàntica. El llibre va ser edicionat en quatre edicions entre 1919 i 1924 per incorporar els darrers avenços en mecànica quàntica, abans de dividir-se en dos volums.
El 1918, Sommerfeld va succeir a Einstein com a president de la Deutsche Physikalische Gesellschaft (DPG). Un dels seus èxits va ser la fundació d'una nova revista. Els articles científics publicats a les revistes de la DPG van arribar a ser tan voluminosos que, el 1919, un comitè de la DPG va recomanar la creació de la Zeitschrift für Physik per a la publicació d'articles de recerca originals, que va començar el 1920. Com que qualsevol científic de renom podia publicar el seu article sense necessitat de revisió, el temps entre l'enviament i la publicació era molt ràpid, de fins a dues setmanes. Això va estimular enormement els desenvolupaments teòrics científics, especialment el de la mecànica quàntica a l'Alemanya d'aquella època, ja que aquesta revista era el vehicle de publicació preferit per la nova generació de teòrics quàntics amb visions avantguardistes.
L'any 1922, Sommerfeld va visitar Barcelona, convidat del científic català Esteve Terradas i Illa, en el marc dels Cursos Monogràfics d'Alts Estudis i d'Intercanvi, promoguts per la Mancomunitat de Catalunya.
Durant el semestre d'hivern de 1922/1923, Sommerfeld va impartir conferències al professor de física Carl Schurz Memorial a la Universitat de Wisconsin-Madison.
El 1927, Sommerfeld va aplicar l'Estadística de Fermi-Dirac al model de Drude dels electrons en els metalls, un model proposat per Paul Drude. La nova teoria va resoldre molts dels problemes de predicció de les propietats tèrmiques que tenia el model original i va passar a ser coneguda com el model Drude-Sommerfeld.
El 1928/1929, Sommerfeld va viatjar arreu del món, amb parades importants a l'Índia, la Xina, el Japó i els Estats Units.
Sommerfeld va ser un gran teòric. A més de les seves valuoses contribucions a la teoria quàntica, va treballar en altres camps de la física, com ara la teoria clàssica de l'electromagnetisme. Per exemple, va proposar una solució al problema d'un dipol hertzià radiant sobre una terra conductora, que al llarg dels anys va donar lloc a moltes aplicacions. La seva identitat de Sommerfeld i les integrals de Sommerfeld són fins al dia d'avui la manera més comuna de resoldre aquest tipus de problema. A més, com a mostra de la destresa de l'escola de física teòrica de Sommerfeld i l'auge de la física teòrica a principis del segle xx, a partir del 1928, gairebé un terç dels professors ordinaris de física teòrica al món de parla alemanya eren estudiants de Sommerfeld.

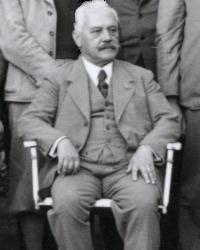
Arnold Sommerfeld, Stuttgart, 1935

L'1 d'abril de 1935 Sommerfeld va aconseguir l'estatus d'emèrit. Va romandre com a substitut temporal durant el procés de selecció del seu successor, que va durar fins a l'1 de desembre de 1939. El procés va ser llarg a causa de les diferències acadèmiques i polítiques entre la selecció de la Facultat de Munic i la del Reichserziehungsministerium (REM; Ministeri d'Educació del Reich) i els partidaris de Deutsche Physik,  que era antisemita i tenia un biaix contra la física teòrica, especialment la mecànica quàntica. El nomenament de Wilhelm Müller –que no era físic teòric, no havia publicat en cap revista de física i no era membre de la Deutsche Physikalische Gesellschaft – com a substitut de Sommerfeld es va considerar tan farsa i perjudicial per a l'educació d'una nova generació de físics que tant Ludwig Prandtl, director del Kaiser Wilhelm Institut für Strömungsforschung (Institut Kaiser Wilhelm per a la Recerca de Fluxos), com Carl Ramsauer, director de la divisió de recerca de l’Allgemeine Elektrizitäts-Gesellschaft (Companyia General Elèctrica) i president de la Deutsche Physikalische Gesellschaft, van fer-hi referència en la seva correspondència amb funcionaris del Reich. En un document adjunt a la carta de Prandtl del 28 d'abril de 1941 al mariscal del Reich Hermann Göring, Prandtl es va referir al nomenament com a sabotatge de la instrucció necessària de física teòrica. En un document adjunt a la carta de Ramsauer del 20 de gener de 1942 al ministre del Reich, Bernhard Rust, Ramsauer va concloure que el nomenament equivalia a la destrucció de la tradició de la física teòrica de Múnic.
Quant a les opinions, abans patriòtiques, de Sommerfeld, va escriure a Einstein poc després que Hitler prengués el poder: «Us puc assegurar que el mal ús de la paraula 'nacional’ per part dels nostres governants m'ha trencat completament l'hàbit dels sentiments nacionals que era tan pronunciat en el meu cas. Ara estaria disposat a veure com Alemanya desapareixia com a potència i es fusionava amb una Europa pacificada».
Sommerfeld va rebre molts honors al llarg de la seva vida, com ara la Medalla Lorentz, la Medalla Max Planck, la Medalla Oersted, l'elecció per a la Royal Society de Londres, l’Acadèmia Nacional de Ciències dels Estats Units, l’Acadèmia de Ciències de la Unió Soviètica, l’Acadèmia Índia de Ciències i altres acadèmies, com ara les de Berlín, Munic, Göttingen i Viena, a més de nombrosos títols honorífics d'universitats com ara Rostock, Aquisgrà, Calcuta i Atenes. Va ser elegit membre honorari de la Societat Òptica el 1950. Va ser nominat al Premi Nobel 84 vegades, més que qualsevol altre físic (inclòs Otto Stern, que va ser nominat 82 vegades), però mai va rebre el premi.

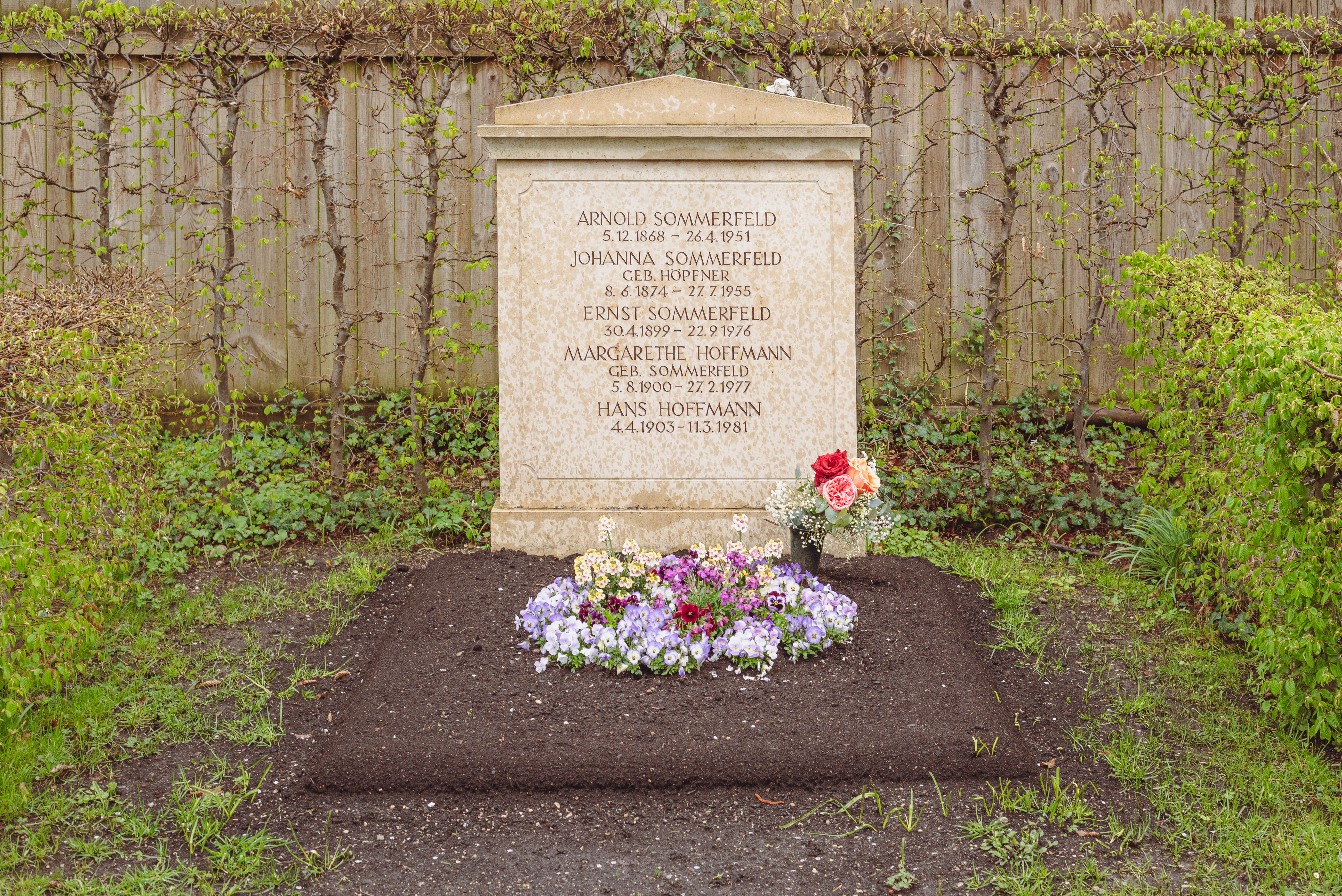
Tomba de Sommerfeld al Nordfriedhof de Munic

Sommerfeld va morir el 26 d'abril de 1951 a Múnic a causa de les ferides sofertes després d'un accident de trànsit mentre passejava amb els seus néts. L'accident va tenir lloc a la cantonada de Dietlindenstrasse i Biedersteiner Strasse, a prop de casa seva, que estava situada al número 6 de Dunantstrasse. Està enterrat al Nordfriedhof, a prop d'on vivia en aquell moment.
El 2004, el centre de física teòrica de la Universitat de Múnic va rebre el seu nom.

## Obres

### Articles
- Arnold Sommerfeld, "Mathematische Theorie der Diffraction" (La teoria matemàtica de la difracció), Matemàtiques. Ann. 47(2–3), pàg. 317–374. (1896).  .
  - Traduït per Raymond J. Nagem, Mario Zampolli i Guido Sandri a Mathematical Theory of Diffraction (Birkhäuser Boston, 2003),ISBN 0-8176-3604-8
- Arnold Sommerfeld, "Uber die Ausbreitung der Wellen in der Drahtlosen Telegraphie" (La propagació de les ones en la telegrafia sense fil), Ann. Physik [4] 28, 665 (1909); 62, 95 (1920); 81, 1135 (1926).
- Arnold Sommerfeld, "Algunes reminiscències de la meva carrera docent", American Journal of Physics Volum 17, número 5, 315–316 (1949). Adreça després de rebre la medalla Oersted de 1948.

### Llibres
- Arnold Sommerfeld, Atombau und Spektrallinien (Friedrich Vieweg und Sohn, Braunschweig, 1919)

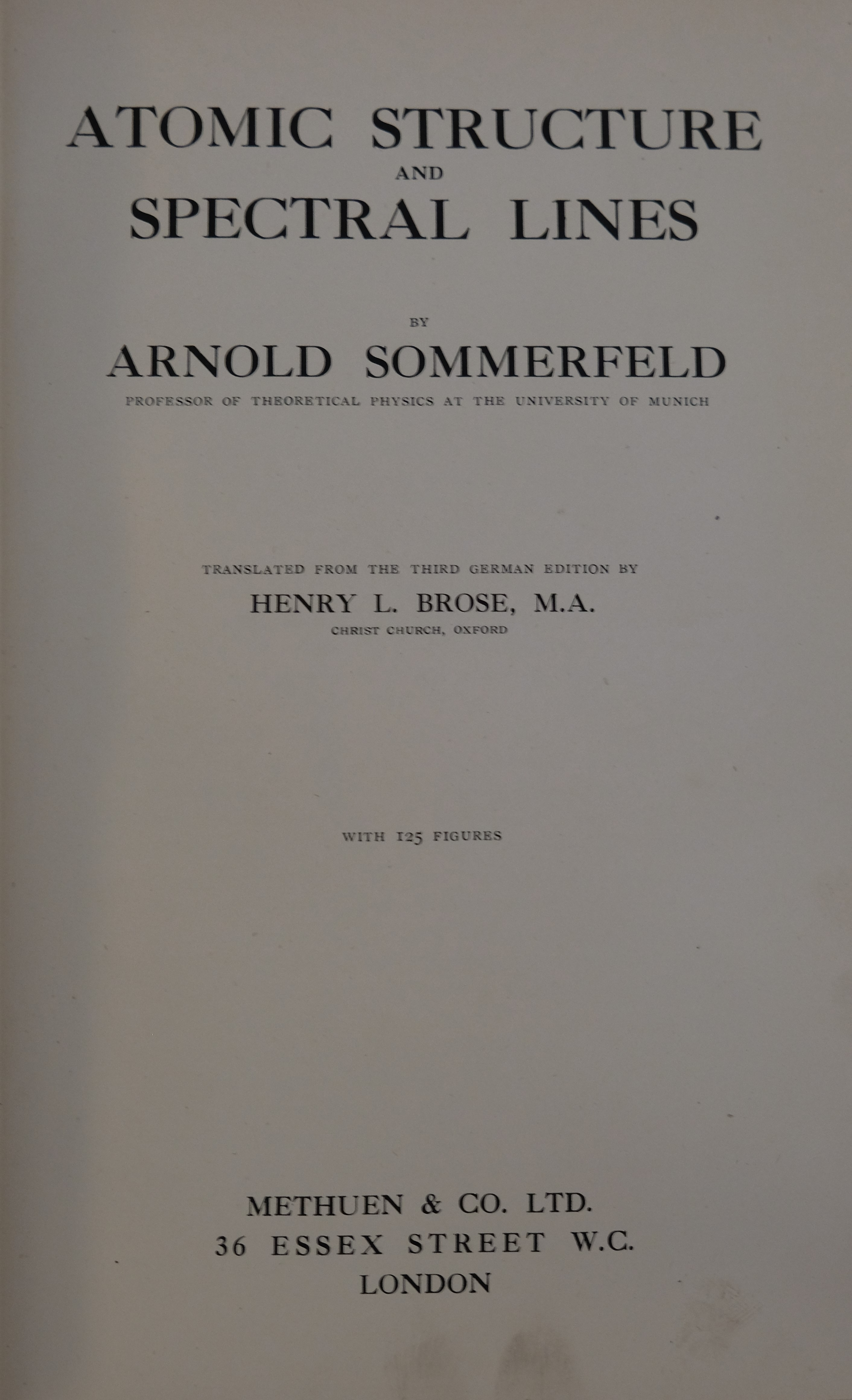
Portada d’Atomic Structure and Spectral Lines (1923), traduït per Henry Brose

  - Arnold Sommerfeld, traduït de la tercera edició alemanya per Henry L. Brose Atomic Structure and Spectral Lines (Methuen, 1923)
- Arnold Sommerfeld, Tres conferències sobre física atòmica (Londres: Methuen, 1926)
- Arnold Sommerfeld, Atombau und Spektrallinien, Wellenmechanischer Ergänzungband (Vieweg, Braunschweig, 1929)
  -  Portada d’Atomic Structure and Spectral Lines (1923), traduït per Henry Brose Arnold Sommerfeld, traduït per Henry L. Brose Wave-Mechanics: Supplementary Volume to Atomic Structure and Spectral Lines (Dutton, 1929)
- Arnold Sommerfeld, Conferències sobre mecànica ondulatòria pronunciades abans de la Universitat de Calcuta (Universitat de Calcuta, 1929)
- Arnold Sommerfeld i Hans Bethe, Elektronentheorie der Metalle, a H. Geiger i K. Scheel, editors Handbuch der Physik Volum 24, Part 2, 333–622 (Springer, 1933). Aquest capítol de gairebé 300 pàgines es va publicar més tard com a llibre separat: Elektronentheorie der Metalle (Springer, 1967).
- Arnold Sommerfeld, Mechanik – Vorlesungen über theoretische Physik Band 1 (Akademische Verlagsgesellschaft Becker &amp; Erler, 1943)
  - Arnold Sommerfeld, traduït de la quarta edició alemanya per Martin O. Stern, Mechanics – Lectures on Theoretical Physics Volum I (Academic Press, 1964)
- Arnold Sommerfeld, Mechanik der deformierbaren Medien – Vorlesungen über theoretische Physik Band 2 (Akademische Verlagsgesellschaft Becker &amp; Erler, 1945)
  - Arnold Sommerfeld, traduït de la segona edició alemanya de G. Kuerti, Mechanics of Deformable Bodies – Lectures on Theoretical Physics Volume II (Academic Press, 1964)
- Arnold Sommerfeld, Elektrodynamik – Vorlesungen über theoretische Physik Band 3 (Klemm Verlag, Erscheinungsort, 1948)
  - Arnold Sommerfeld, traduït de l'alemany per Edward G. Ramberg Electrodynamics – Lectures on Theoretical Physics Volum III (Academic Press, 1964)
- Arnold Sommerfeld, Optik – Vorlesungen über theoretische Physik Band 4 (Dieterich'sche Verlagsbuchhandlung, 1950)
  - Arnold Sommerfeld, traduït de la primera edició alemanya per Otto Laporte i Peter A. Moldauer Optics – Lectures on Theoretical Physics Volum IV (Academic Press, 1964)
- Arnold Sommerfeld, Thermodynamik und Statistics – Vorlesungen über theoretische Physik Band 5 Herausgegeben von Fritz Bopp i Josef Meixner. (Diederich sche Verlagsbuchhandlung, 1952)
  - Arnold Sommerfeld, editat per F. Bopp i J. Meixner, i traduït per J. Kestin, Thermodynamics and Statistical Mechanics – Lectures on Theoretical Physics Volum V (Academic Press, 1964)
- Arnold Sommerfeld, Partielle Differentialgleichungen der Physik – Vorlesungen über theoretische Physik Band 6 (Dieterich'sche Verlagsbuchhandlung, 1947)
  - Arnold Sommerfeld, traduït per Ernest G. Straus, Partial Differential Equations in Physics – Lectures on Theoretical Physics Volum VI (Academic Press, primera impressió 1949, segona impressió 1953; també com a número 1 de la col·lecció AP de matemàtiques pures i aplicades)
- Felix Klein i Arnold Sommerfeld, Über die Theorie des Kreisels [4 volums] (Teubner, 1897)
  - Felix Klein i Arnold Sommerfeld, traduït per Raymond J. Nagem i Guido Sandri, The Theory of the Top, vol 1. (Boston: Birkhauser, 2008)ISBN 0817647201